# Yalunka
Yalunka är ett västafrikanskt mandespråk med 104 500 talare, varav 55 500 i Guinea (2002), 9000 i Mali (2002), 10 000 i Senegal (2007)och 30 000 i Sierra Leone (2002). Majoriteten av talarna av yalunka är tvåspråkiga.
Den äldsta tillgängliga källan med en yalunkaspråkig ordlista är av Sigismund Wilhelm Koelle från 1854.
Yalunka verkar, till skillnad från fler andra mandespråk, inte vara ett tonspråk.

## Fonologi
Yalunka har ett sjuvokalssystem som även flera andra mandespråk har.
|        | Främre | Central | Bakre |
| ------ | ------ | ------- | ----- |
| Sluten | i      |         | u     |
| Mellan | e      |         | o     |
| Öppen  | ɛ      | a       | ɔ     |